# Nikolái Tíshchenko
Nikolái Ivánovich Tíshchenko (en ruso: Николай Иванович Тищенко; 10 de diciembre de 1926, Lyublino — 10 de mayo de 1981, Moscú) fue un futbolista soviético. Desarrolló toda su carrera deportiva en el Spartak Moscú como defensa y fue internacional con la Unión Soviética, con quien ganó la medalla de oro en los Juegos Olímpicos de 1956.

## Trayectoria
Tíshchenko militó durante toda su carrera en el Spartak Moscú como un sólido defensa y ayudó al equipo moscovita a proclamarse cuatro veces campeón de la URSS en 1952, 1953, 1956 y 1958. Llegó en 1951 y se retiró en el club en 1958.
Después de terminar su carrera como jugador, Nikolay Tishchenko permaneció en el Spartak, trabajado principalmente como entrenador en la academia de los jóvenes jugadores del club.
Murió a los 54 años de edad durante un partido de veteranos del club. Fue enterrado en Moscú, en el cementerio de Lublin.

## Selección nacional
Tíshchenko hizo su debut con la selección de la Unión Soviética el 8 de septiembre de 1954 en un amistoso contra Suecia. Durante los Juegos Olímpicos de 1956, en las semifinales contra Bulgaria, Tishchenko se rompió la clavícula pero las sustituciones aún no estaban permitidas, por lo que el defensa tuvo que permanecer en el campo y terminar el partido. La Unión Soviética llegó a la final y consiguió la medalla de oro ante Yugoslavia, pero Tíshchenko no pudo jugar el partido.